# Ivana Španović
Ivana Španović (serbisch-kyrillisch Ивана Шпановић), gschd. Ivana Vuleta (serbisch-kyrillisch Ивана Вулета, * 10. Mai 1990 in Zrenjanin, SFR Jugoslawien) ist eine serbische Leichtathletin, die sich auf den Weitsprung spezialisiert hat, gelegentlich aber auch in anderen Disziplinen an den Start geht. Sie wurde Weltmeisterin und Europameisterin im Freien und in der Halle und gewann zudem zahlreiche weitere Medaillen bei internationalen Großveranstaltungen, womit sie die erfolgreichste serbische Leichtathletin ist.

## Sportliche Laufbahn
Erste internationale Erfahrungen sammelte Ivana Španović im Jahr 2005, als sie bei den Jugendweltmeisterschaften in Marrakesch mit 5,97 m in der Weitsprungqualifikation ausschied und im 100-Meter-Lauf mit 12,28 s in der ersten Runde ausschied. Zudem verpasste sie auch mit der serbisch-montenegrinischen Sprintstaffel (1000 Meter) mit 2:13,68 min den Finaleinzug. Im Jahr darauf gewann sie bei den Balkan-Hallenmeisterschaften in Peania mit 6,46 m die Bronzemedaille im Weitsprung und im August belegte sie bei den Juniorenweltmeisterschaften in Peking mit 6,23 m den siebten Platz. 2007 schied sie bei den Halleneuropameisterschaften in Birmingham mit 6,18 m in der Qualifikation aus. Im gleichen Jahr startete sie erneut bei den Jugendweltmeisterschaften in Ostrava und gewann diesmal mit einem Sprung auf 6,41 m die Silbermedaille. Nur eine Woche später klassierte sie sich bei den Junioreneuropameisterschaften in Hengelo mit 6,22 m auf dem fünften Platz und eine weitere Woche darauf gewann sie beim Europäischen Olympischen Jugendfestival (EYOF) in Belgrad mit 6,20 m die Silbermedaille. Im Jahr darauf gewann sie bei den Balkan-Hallenmeisterschaften in Athen mit 6,52 m die Goldmedaille und siegte dann im Juli auch bei den Juniorenweltmeisterschaften in Bydgoszcz mit einer Weite von 6,61 m. Damit qualifizierte sie sich auch für die Teilnahme an den Olympischen Spielen in Peking, verpasste dort aber mit 6,30 m den Finaleinzug.
2009 gewann sie bei den Balkan-Hallenmeisterschaften in Piräus mit 6,32 m die Silbermedaille und Anfang Juli siegte sie dann bei der Sommer-Universiade in Belgrad mit einem Sprung auf 6,64 m. Kurz darauf gewann sie bei den Junioreneuropameisterschaften in Novi Sad mit 6,71 m die Silbermedaille im Weitsprung und belegte mit der serbischen 4-mal-100-Meter-Staffel in 46,86 s den achten Platz. Ein Jahr später qualifizierte sie sich bei den Europameisterschaften in Barcelona fürs Finale und wurde dort mit einem Sprung auf 6,60 m Achte. 2011 siegte sie mit 6,56 m bei den Balkan-Meisterschaften in Sliwen und anschließend gewann sie bei den U23-Europameisterschaften in Ostrava mit windunterstützten 6,74 m die Silbermedaille hinter der Russin Darja Klischina. Mit ihren Leistungen qualifizierte sie sich auch für die Weltmeisterschaften in Daegu, musste dort aber kurzfristig auf einen Start verzichten. 2012 schied sie bei den Europameisterschaften in Helsinki mit 6,33 m überraschend in der Qualifikation aus, nahm daraufhin aber erneut an den Olympischen Spielen in London teil und belegte dort mit 6,35 m im Finale den achten Platz.
2013 siegte sie bei den Balkan-Hallenmeisterschaften in Istanbul mit einer Weite von 6,73 m im Weitsprung und gewann im 60-Meter-Lauf in 7,54 s die Silbermedaille. Anschließend wurde sie bei den Halleneuropameisterschaften in Göteborg mit 6,68 m Fünfte im Weitsprung. Ende Juli siegte sie mit 6,76 m bei den Balkan-Meisterschaften in Stara Sagora und erreichte kurz darauf bei den Weltmeisterschaften in Moskau das Finale und gewann dort mit neuem Landesrekord von 6,82 m die Bronzemedaille hinter der US-Amerikanerin Brittney Reese und Blessing Okagbare aus Nigeria. Sie war damit die erste serbische Leichtathletin, die bei Weltmeisterschaften eine Medaille gewinnen konnte. Anschließend siegte sie mit 6,64 m beim DN Galan in Stockholm und wurde bei Weltklasse Zürich mit 6,73 m Dritte. Im Jahr darauf siegte sie mit 6,92 m bei den Balkan-Hallenmeisterschaften in Istanbul und gewann anschließend bei den Hallenweltmeisterschaften in Sopot mit einem Sprung auf 6,77 m die Bronzemedaille hinter der Französin Éloyse Lesueur-Aymonin und Katarina Johnson-Thompson aus dem Vereinigten Königreich. Mitte Mai wurde sie mit 6,85 m Zweite beim Shanghai Golden Grand Prix und anschließend siegte sie mit 6,88 m beim Prefontaine Classic in Eugene. Anfang Juli wurde sie beim Meeting de Paris mit 6,78 m Dritte und gewann dann bei den Europameisterschaften in Zürich mit 6,81 m die Silbermedaille hinter der Französin Éloyse Lesueur-Aymonin. Einem dritten Platz beim DN Galan siegte sie mit 6,80 m bei Weltklasse Zürich, verpasste aber knapp den Sieg in der Gesamtwertung der IAAF-Diamond-League. Zu Saisonabschluss wurde sie beim Continentalcup in Marrakesch mit 6,56 m Zweite hinter Lesueur-Aymonin.
2015 verbesserte sie in Novi Sad den serbischen Hallenrekord über 60 Meter auf 7,31 s und anschließend siegte sie bei den Halleneuropameisterschaften in Prag mit einer Weite von 6,98 m. Mitte Juli siegte sie mit 6,87 m beim Herculis in Monaco und startete anschließend bei den Weltmeisterschaften in Peking, bei denen sie mit einer Weite von 7,01 m im Finale erneut die Bronzemedaille, diesmal hinter der US-Amerikanerin Tianna Bartoletta und Shara Proctor aus dem Vereinigten Königreich gewann. Zudem stellte diese Weite einen neuen serbischen Landesrekord dar. Dieser hatte jedoch nur kurze Zeit bestand, siegte sie dann Anfang September mit 7,02 m bei Weltklasse Zürich und siegte dann mit 6,60 m auch beim ISTAF-Berlin. Am Ende des Jahres wurde Vuleta zur serbischen Sportlerin des Jahres gewählt. Im Jahr darauf siegte sie mit 6,78 m bei den Balkan-Hallenmeisterschaften in Istanbul und gewann dann bei den Hallenweltmeisterschaften in Portland mit neuem Hallenrekord von 7,07 m die Silbermedaille hinter der US-Amerikanerin Brittney Reese. Mitte Mai siegte sie zum Auftakt der Diamond League mit 6,95 m beim Shanghai Golden Grand Prix und wurde dann mit 6,88 m Zweite beim Prefontaine Classic, ehe sie bei den Stationen in Oslo und Stockholm erneut siegreich war. Anfang Juli wurde sie ihrer Favoritenrolle bei den Europameisterschaften in Amsterdam gerecht und siegte dort mit einer Weite von 6,94 m. Anschließend sprang sie bei den Olympischen Sommerspielen in Rio de Janeiro im Finale auf 7,08 m und gewann damit die Bronzemedaille hinter den US-Amerikanerinnen Tianna Bartoletta und Brittney Reese. Anschließend siegte sie mit 6,83 m bei der Athletissima in Lausanna und mit 6,90 m beim Meeting der Paris und wurde bei Weltklasse Zürich mit 6,93 m Zweite, womit sie sich die Gesamtwertung der Diamon League sicherte. Im September verbesserte sie in Belgrad ihren Landesrekord dann auf 7,10 m.
2017 siegte sie mit 6,96 m bei den Balkan-Hallenmeisterschaften in Belgrad und anschließend wurde sie auch bei den Halleneuropameisterschaften ebendort ihrer Favoritenrolle mehr als gerecht und zeigte drei Sprünge über sieben Meter und sicherte sich somit die Goldmedaille. Ihr bester Versuch von 7,24 wurde jemals nur von Heike Drechsler und Galina Tschistjakowa übertroffen. Aufgrund einer Verletzung startete sie erst im Juli in die Freiluftsaison, siegte aber gleich mit 6,79 m bei der Athletissima und wurde dann bei den Anniversary Games in London mit 6,88 m Zweite. Kurz darauf startete sie ebendort bei den Weltmeisterschaften und klassierte sich dort mit 6,96 m im Finale auf dem vierten Platz. Zu Saisonabschluss siegte sie mit 6,70 m beim Memorial Van Damme in Brüssel und sicherte sich damit erneut die Gesamtwertung der Diamond League. Ihren wohl größten Erfolg feierte sie bei den Hallenweltmeisterschaften 2018 in Birmingham, bei denen sie mit 6,96 m die Goldmedaille gewann. Ende Juni siegte sie dann auch bei den Mittelmeerspielen in Tarragona und stellte dort mit 7,04 m auch einen neuen Spielerekord auf. Bei der Athletissima wurde sie mit 6,90 m Zweite und anschließend gelangte sie bei den Europameisterschaften in Berlin bis in das Finale, konnte dort aber aufgrund eines gerissenen Kreuzbandes nicht mehr an den Start gehen.
2019 siegte sie dann mit 6,99 m zum dritten Mal in Folge bei den Halleneuropameisterschaften in Glasgow. Beim British Athletics Birmingham Grand Prix wurde sie mit 6,85 m Zweite, konnte aber erneut nicht bei den Weltmeisterschaften an den Start gehen, da die sich erneut ein Kreuzband riss. 2020 bestritt sie nur einen Wettkampf, im Folgejahr konnte sie aber bei den Balkan-Hallenmeisterschaften in Istanbul mit 6,75 m erneut die Goldmedaille gewinnen. Anfang Juni siegte sie mit 6,74 m bei der Golden Gala Pietro Mennea und wurde bei den Bislett Games mit 6,66 m Zweite, ehe sie beim Bauhaus-Galan mit 6,88 m erneut siegte. Anfang August erreichte sie bei ihren vierten Olympischen Sommerspielen in Tokio das Finale und verpasste dort mit einer Weite von 6,91 m als Vierte knapp eine Medaille. Nach den Spielen siegte sie mit 6,85 m bei der Athletissima und mit 6,96 m bei Weltklasse Zürich und sicherte sich damit zum dritten Mal die Gesamtwertung im Diamond Race. 2022 war sie nach der Absage von Olympiasiegerin Mihambo die Topfavoritin für die Hallenweltmeisterschaften in Belgrad und siegte dort überlegen mit einem Sprung auf 7,06 m, womit sie eine neue Weltjahresbestleistung aufstellte. Im Juni siegte sie mit 6,83 m bei den Balkan-Meisterschaften in Craiova im Weitsprung sowie mit 14,24 m auch im Dreisprung. Anschließend gelangte sie bei den Weltmeisterschaften in Eugene mit 6,84 m im Finale auf den siebten Platz im Weitsprung und siegte im August mit Saisonbestleistung von 7,06 m bei den Europameisterschaften in München. Zum Saisonabschluss siegte sie mit 6,97 m bei Weltklasse Zürich und sicherte sich damit zum vierten Mal die Gesamtwertung der Diamond League. 2023 gewann sie bei den Halleneuropameisterschaften in Istanbul mit 6,91 m die Bronzemedaille hinter der Britin Jazmin Sawyers und Larissa Iapichino aus Italien. Im Juli wurde sie bei der Bauhaus-Galan mit 6,58 m Dritte, wie auch beim Herculis mit 6,86 m. Im August erreichte sie bei den Weltmeisterschaften in Budapest das Finale und siegte dort überlegen mit neuem Landesrekord und Weltjahresbestleistung von 7,14 m. Im Jahr darauf bestritt sie nur zwei Wettkämpfe, ehe sie bei den Olympischen Sommerspielen in Paris mit 6,51 m in der Qualifikationsrunde ausschied.
Auch auf nationaler Ebene ist Španović seit 2006 erfolgreich. So gewann sie 2006, 2008, von 2011 bis 2013 sowie 2019 den Meistertitel im Weitsprung im Freien sowie 2013 und 2015, 2021 und 2022 in der Halle. Zudem wurde sie 2015 auch Hallenmeisterin im 60-Meter-Lauf. Eines ihrer Markenzeichen sind ihre langen Fingernägel, die sie oft in auffälligen Farben lackiert. Ivana Španović möchte dies als Reminiszenz an große Athletinnen wie Florence Griffith-Joyner und Gail Devers verstanden wissen.

## Privates
Im September 2021 heiratete sie ihren Freund Marko Vuleta. Sie nahm offiziell seinen Nachnamen an. Ende 2023 ließen sie sich scheiden.

## Persönliche Bestleistungen
- 100 Meter: 11,90 s (+0,7 m/s), 18. Mai 2013 in Sremska Mitrovica
  - 60 Meter (Halle): 7,31 s, 31. Januar 2015 in Novi Sad (serbischer Rekord)
- Weitsprung: 7,14 m (+1,2 m/s), 20. August 2023 in Budapest (serbischer Rekord)
  - Weitsprung (Halle): 7,24 m, 5. März 2017 in Belgrad (serbischer Rekord)
- Dreisprung: 14,24 m (+1,1 m/s), 18. Juni 2022 in Craiova
  - Fünfkampf (Halle): 4240 Punkte, 19. Januar 2013 in Novi Sad (serbischer Rekord)